# 리처드 다바로스

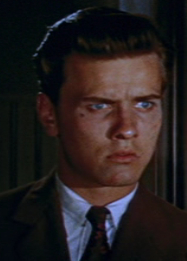

리처드 다벌로스(Richard Davalos, 1930년 11월 5일 ~ 2016년 3월 8일)는 미국의 배우이다.
브롱크스에서 태어났으며 버뱅크에서 사망하였다.

## 출연 작품
- 비트윈 더 시트 (1998년)
- 죽음의 추적자 (1981년)
- 강력범 (1979년)
- 켈리의 영웅들 (1970년)
- 칼리가리 박사의 실험실 (1962년)
- 애혼 (1955년)
- 에덴의 동쪽 (1955년) - 아론 트래스크 역

### 텔레비전
- 페리 메이슨 (1962, 1964)
- 특수기동대 (1975)
- 서부의 형제 - 시리즈 (1976)